# Leandro Barreiro
Leandro Barreiro Martins (* 3. ledna 2000) je lucemburský profesionální fotbalista, který hraje na pozici defenzivního záložníka za Benficu Lisabon a lucemburský národní tým.

## Klubová kariéra
Barreiro se narodil v Erpeldange v Lucembursku a byl nadějným mladíkem v místní akademii FC Erpeldange 72, kam se přesunul z akademie Racing FC Union Luxembourg, odkud na sebe upozornil po celé Evropě, včetně velkých klubů jako např. Paris Saint-Germain. V roce 2016 podepsal smlouvu s Mohučí.
Dne 4. listopadu 2018 podepsal Barreiro svou první profesionální smlouvu s Mohučí. V dresu Mohuče debutoval 8. února 2019 při prohře 5:1 v Bundeslize s Bayerem Leverkusen.
Vzhledem k tomu, že Barreirovi končila v Mohuči smlouva, potvrdily se zvěsti, že se stane hráčem Benfiky, když prezident tohoto klubu Rui Costa 23. května 2024 prohlásil "O Leandro também é jogador do Benfica", což v překladu znamená "Leandro [Barreiro] je také hráčem Benfiky". Sportovní ředitel Mohuče dále potvrdil, že Barreiro podepíše smlouvu s portugalským týmem.

## Reprezentační kariéra
Barreiro se narodil v Lucembursku a je angolského původu. Barreiro debutoval v reprezentaci Lucemburska 22. března 2018 při přátelském vítězství 1:0 nad Maltou.

## Statistiky

### Klubové
Platí k zápasu hranému 18. května 2024.
| Klub              | Sezóna            | Liga              | Liga   | Liga | Národní pohár | Národní pohár | Celkově | Celkově |
| Klub              | Sezóna            | Soutěž            | Zápasy | Góly | Zápasy        | Góly          | Zápasy  | Góly    |
| ----------------- | ----------------- | ----------------- | ------ | ---- | ------------- | ------------- | ------- | ------- |
| Mohuč 05          | 2018/19           | Bundesliga        | 1      | 0    | 0             | 0             | 1       | 0       |
| Mohuč 05          | 2019/20           | Bundesliga        | 18     | 0    | 0             | 0             | 18      | 0       |
| Mohuč 05          | 2020/21           | Bundesliga        | 29     | 2    | 2             | 0             | 31      | 2       |
| Mohuč 05          | 2021/22           | Bundesliga        | 31     | 1    | 3             | 0             | 34      | 1       |
| Mohuč 05          | 2022/23           | Bundesliga        | 31     | 4    | 3             | 0             | 34      | 4       |
| Mohuč 05          | 2023/24           | Bundesliga        | 31     | 4    | 2             | 0             | 33      | 4       |
| Celkově v kariéře | Celkově v kariéře | Celkově v kariéře | 141    | 11   | 10            | 0             | 151     | 11      |

### Reprezentační
Platí k zápasu hranému 26. března 2024.
| Národní tým | Rok     | Zápasy | Góly |
| ----------- | ------- | ------ | ---- |
| Lucembursko | 2018    | 6      | 0    |
| Lucembursko | 2019    | 10     | 1    |
| Lucembursko | 2020    | 8      | 0    |
| Lucembursko | 2021    | 9      | 0    |
| Lucembursko | 2022    | 10     | 1    |
| Lucembursko | 2023    | 11     | 0    |
| Lucembursko | 2024    | 2      | 0    |
| Celkově     | Celkově | 56     | 2    |

#### Reprezentační góly
Skóre a výsledky Lucemburska jsou vždy zapsány jako první. Góly Leandra Barreira jsou zvýrazněny.
| Gól | Datum           | Místo                                       | Soupeř          | Skóre | Výsledek | Soutěž                                            |
| --- | --------------- | ------------------------------------------- | --------------- | ----- | -------- | ------------------------------------------------- |
| 1.  | 21. března 2019 | Stade Josy Barthel, Lucemburk, Lucembursko  | Litva           | 1:1   | 2:1      | Kvalifikace na Mistrovství Evropy ve fotbale 2020 |
| 2.  | 14. června 2022 | Stade de Luxembourg, Lucemburk, Lucembursko | Faerské ostrovy | 2:0   | 2:2      | Liga národů UEFA 2022/2023                        |